# Tetralin
Tetralin, C10H12, är ett färglöst, lättantändligt, vattenolösligt kolväte med kokpunkt 207 °C. Molekylen liknar den kemiska struktur hos naftalen med undantag av att en ring är mättad.

## Syntes
Tetralin kan syntetiseras i en Bergmancyklisering. I en reaktion kallad Darzens tetralinsyntes, uppkallad efter Auguste Georges Darzens (1926), kan derivat framställas genom intramolekylär elektrofil aromatisk substitutionsreaktion av en 1-aryl-4-penten med användning av koncentrerad svavelsyra: 

Tetralin kan också framställs genom en platinakatalytisk hydrering av naftalen.

## Produktion
Stort arbete har ägnats åt hydrering av naftalen till tetralin. Blandningar som innehåller olika proportioner av naftalen, tetralin och dekalin kan framställas beroende på tryck och temperatur i processen. Tetralin har erhållits från naftalen utvunnen från stenkolstjära genom hydrering av den över kommersiella katalysator WS2 + NIS + Al2 O3 och CoO + MoO3 + Al2 O3 under tryck av 50-300 atm. Den utsträckning i vilken naftalen hydreras vid tryck på upp till 60 till 70 atm bestäms av katalysatoraktivitet; den är högst om CoO + MoO3 + Al2 O3 eller WS2 + NIS + Al2 O3-katalysator används vid 300-370 ° C.

## Användning
Tetralin används som lösningsmedel för hartser, fetter, oljor, vax, bekämpningsmedel, som ersättning för terpentinolja i lacker, skokräm och bonvax, samt för framställning av 1-naftol.
Tetralin verkar retande på hud och slemhinnor och har i högre koncentrationer narkotisk effekt. Det har använts militärt för att markera senapsgas.